# Mvme68k
Motorola Single Board Computers (Ordinateurs Motorola sur une seule carte) ou mvme ou mvme68k est un produit de l'entreprise Motorola pour les systèmes embarqués. La première version de la carte apparaît en 1988. Motorola produit toujours cette carte et la dernière en date est la MVME3100.